# Dorotea di Montau
Dorotea (Gross Montau, 25 gennaio 1347 – Marienwerder, 25 giugno 1394) è stata una mistica tedesca. Il suo culto come beata fu confermato da papa Paolo VI nel 1976.

## Biografia
Secondo la tradizione agiografica, Dorotea portò ferite simili a stigmate sin del 1353.
A sedici anni fu data in sposa a un anziano armaiolo di Danzica, Adalberto, uomo violento da cui subì maltrattamenti. La coppia ebbe nove figli, di cui solo una sopravvisse all'infanzia e abbracciò la vita religiosa tra le benedettine di Chełmno. Nel 1380 i coniugi si impegnarono a vivere in castità.
Insieme con il marito, Dorotea compì pellegrinaggi ad Aquisgrana e Finsterwalde e poi, da sola, a Roma.
Vedova dal 1390, nel 1391 Dorotea si stabilì a Marienwerder dove visse sotto la direzione spirituale di fra' Giovanni, religioso teutonico, già professore a Praga. Il 2 maggio 1393 si fece murare, come reclusa, in una cella del duomo di Marienwerder.
Le comunicazioni spirituali di Dorotea furono raccolte da Giovanni da Marienwerder in varie opere: due vitae in latino, un leben in tedesco e il Septilitium, raccolta di sette trattati sulle grazie ricevute dalla mistica (De caritate, De Spiritus Sanctus missione, De Eucharistia, De contemplatione, De raptu, De perfectione vitae christianae, De confessione). Le visioni di Dorotea, ordinate secondo le ricorrenze liturgiche, sono riferite nel Liber de festis (o de apparitiones).

## Il culto
Il processo canonico di beatificazione fu introdotto nel 1396 ma non fu portato a termine, ma il suo culto come patrona della Prussia è vivo sin dal Quattrocento.
In arte, è raffigurata con il libro delle sue rivelazioni, la corona del rosario e cinque frecce che alludono alle sue stigmate.
La causa di Dorotea fu reintrodotta presso la congregazione dei riti per la confirmatio cultu nel 1971 e il 9 gennaio 1976 papa Paolo VI ne approvò il culto come beata.
Il suo elogio si legge nel martirologio romano al 25 giugno.